# Reesjan Pasitoa
Reesjan Pasitoa (Australia, 3 de diciembre de 2001) es un jugador profesional australiano de rugby que se desempeña en la posición de apertura en Western Force, equipo perteneciente a la liga Súper Rugby.

## Carrera
En 2018, Pasitoa se unió al equipo Nudgee College (2018-2019), después pasó a Brumbies (2019-2021), posteriormente a Western Force, donde lleva jugando una temporada.